# Tine Scheuer-Larsen
Tine Scheuer Larsen (ur. 13 marca 1966 w Ølstykke) – duńska tenisistka, występująca w profesjonalnych turniejach WTA w latach 1980–1994.
W trakcie trwania zawodowej kariery Tine nie wygrała żadnego turnieju WTA w grze pojedynczej, ale siedmiokrotnie triumfowała w deblu. Zwyciężała między innymi u boku Mercedes Paz i Jany Novotnej. Po raz pierwszy zdobyła główną premię zawodowej imprezy w Charleston w 1987, a po raz ostatni w Båstad w 1990. Doszła również do siedmiu finałów turniejów deblistek. Wygrała dziesięć imprez kobiecych ITF w obydwu konkurencjach.
Znana głównie z osiągnięć deblowych, w 1989 roku razem z Francuzką Catherine Tanvier doszła do ćwierćfinału wielkoszlemowego French Open. Para francusko–duńska przegrała ze Steffi Graf i Gabrielą Sabatini. Także w Paryżu osiągnęła swój największy singlowy sukces wielkoszlemowy, dochodząc do czwartej rundy turnieju głównego w 1985 roku.
10 października 1988 sklasyfikowana na najwyższym w karierze, czternastym miejscu, w deblowym rankingu WTA. 29 września 1986 uzyskała pozycję trzydziestą czwartą w klasyfikacji singlistek.
Po roku 1989 stopniowo z każdym rokiem rozgrywała coraz mniej spotkań. W 1993 nie wyszła na kort ani razu w ramach imprezy zawodowej (w grze pojedynczej, w podwójnej rozegrała dwa pojedynki). W lipcu 1994 zagrała swój ostatni profesjonalny mecz, przegrywając w konfrontacji Pucharu Federacji z Silvią Fariną Elią.
Po zakończeniu zawodowej kariery tenisowej pracowała między innymi jako trenerka innej duńskiej tenisistki, Evy Dyrberg, juniorskiej mistrzyni turniejów wielkoszlemowych.